# شهرستان ریچموند، نوا اسکوشیا
شهرستان ریچموند، نوا اسکوشیا (به انگلیسی: Richmond County, Nova Scotia) یک سکونتگاه مسکونی در کانادا است.

## خصوصیات
شهرستان ریچموند، نوا اسکوشیا  ۹٬۲۹۳ نفر جمعیت دارد.